# Sociedade Portuguesa de Biologia
A Sociedade Portuguesa de Biologia (SPB) é uma sociedade científica portuguesa de longas tradições no âmbito da investigação biomédica.

## História
A Sociedade Portuguesa de Biologia tem a sua origem directa na filial portuguesa da Societé de Biologie de Paris, criada em 1920 por iniciativa de Mark Athias, juntamente com mais duas dezenas e meia de investigadores, com a denominação de Reunião Biológica de Lisboa. Só dois anos depois, em 1922, é que a secção veio a tomar a denominação definitiva de Sociedade Portuguesa de Biologia.
Esta Sociedade manteve uma dupla filiação, internacional e nacional, na Societé de Biologie e na Sociedade Portuguesa de Ciências Naturais (criada em 1907). Como a sociedade mãe francesa, criada em Maio de 1848 por Claude Bernard, a filial portuguesa visava dedicar-se "ao estudo dos seres organizados, no estado normal e patológico". Embora com autonomia científica, a Sociedade Portuguesa de Biologia dependeu administrativamente da Sociedade Portuguesa de Ciências Naturais até 1945.
A Sociedade editou os Archives Portugaises des Sciences Biologiques, fundados em 1920 por Mark Athias, Celestino da Costa e Abel L. Salazar. Para além desta revista, os sócios publicaram com regularidade artigos de menores dimensões nos Comptes-Rendus de la Societé de Biologie de Paris até 1940. Com o começo da Segunda Guerra Mundial, esta revista foi substituída, entre 1940 e 1943, pelo Bulletin de la Societé Portugaise des Sciences Naturelles.
Durante o período entre 1920 e 1950, a Sociedade agrupou os principais investigadores portugueses das ciências biomédicas, com sócios que eram provenientes maioritariamente das faculdades de medicina e de ciências de todo o país. Embora existissem outras associações científicas na área da Biologia e da Medicina, a Sociedade Portuguesa de Biologia manteve-se durante esse período como a principal sociedade dedicada à investigação biológica experimental. Os três primeiros presidentes da Sociedade foram o bacteriologista Aníbal Bettencourt, segundo director do Instituto Bacteriológico de Lisboa, o farmacologista Sílvio Rebello, fundador do Instituto de Farmacologia da Faculdade de Medicina de Lisboa e o fisiologista Ferreira de Mira, fundador do Instituto Rocha Cabral.
A Sociedade contou com secções nas universidades de Coimbra e Porto, mas estas perderam alguma da sua actividade após 1935, quando o regime do Estado Novo expulsou do ensino, por motivos políticos, dois dos seus mais dinâmicos fundadores, o geneticista Aurélio Quintanilha e o histologista Abel Salazar. O ministro Eusébio Tamagnini, que assinou as expulsões, era igualmente membro da Sociedade.

## Situação actual
Embora sem o mesmo destaque ou dinamismo que demonstrou durante as primeiras décadas de existência, a Sociedade Portuguesa de Biologia ainda existe, tendo a sua sede em Lisboa, no Instituto Rocha Cabral.